# Shin’ya Izumi

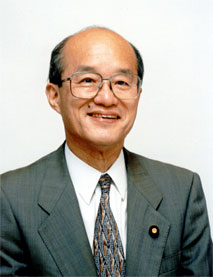
Shin’ya Izumi

Shin’ya Izumi (jap. 泉 信也, Izumi Shin’ya; * 1. August 1937 in Yoshii (heute: Ukiha), Präfektur Fukuoka) ist ein ehemaliger japanischer Politiker der Liberaldemokratischen Partei (LDP) und Minister. Er war bis 2010 Abgeordneter des Sangiin, des japanischen Oberhauses, und gehörte innerparteilich der Nikai-Gruppe an.
Izumi studierte bis 1962 Bauingenieurwesen an der Kyūshū-Universität, anschließend war er Beamter im Verkehrsministerium. Bei der Sangiin-Wahl 1992 wurde Izumi erstmals für die LDP ins Parlament gewählt. 1993 wechselte er zur Erneuerungspartei, anschließend in die Neue Fortschrittspartei. Nach deren Auflösung gehörte er ab 1998 der Liberalen Partei, ab 2000 der Konservativen Partei an, bevor er schließlich 2003 mit den verbleibenden Abgeordneten seiner Partei in die LDP zurückkehrte.
Izumi war mehrfach Staatssekretär, bevor ihn Premierminister Shinzō Abe im August 2007 bei seiner Kabinettsumbildung zum Vorsitzenden der Nationalen Kommission für Öffentliche Sicherheit und Staatsminister für Katastrophenschutz und Lebensmittelsicherheit berief. Yasuo Fukuda übernahm ihn einen Monat später in sein Kabinett, ersetzte ihn aber bei der Kabinettsumbildung im August 2008 durch Motoo Hayashi.
Bei der Sangiin-Wahl 2010 trat Izumi nicht mehr an.